# Verdonkeremaansteeg
De Verdonkeremaansteeg (Engels: Knockturn Alley) is in de verhalen van J.K. Rowling rond Harry Potter een zijstraatje van de Wegisweg in Londen, de weg waar tovenaars hun benodigdheden voor school kunnen kopen (ook voor algemene dingen; veren, mantels etc). In de Verdonkeremaansteeg komen daarentegen alleen duistere tovenaars voor duistere spullen.
In het tweede boek strandt Harry Potter hier als hij door het haardvuur wil reizen maar moet hoesten en 'Wegisweg' verkeerd uitspreekt. Hier belandt hij bij Odius & Oorlof, waar hij Draco Malfidus en zijn gemene vader Lucius Malfidus ziet. Harry is net op tijd om zich te verstoppen in een kast. Harry weet uit de winkel te komen. Tot zijn opluchting komt hij de sterke terreinknecht en sleutelbewaarder van Zweinstein, Rubeus Hagrid tegen. Hij haalt Harry Potter weg en na een preek komt hij de familie Wemel tegen, de ouders van zijn vriend Ron.
Later in het zesde deel ziet Harry Draco Malfidus zonder zijn moeder rondlopen, wat hij verdacht vindt, want zijn moeder (Narcissa Malfidus) wil koste wat kost bij haar geliefde zoon blijven voor de veiligheid. Harry volgt hem met Ron en Hermelien, die hij had meegesleurd zonder te zeggen wat er aan de hand was. Ze zien Draco de Verdonkeremaansteeg inlopen en Odius & Oorlof binnengaan. Na enig geknoei pakt Ron Wemel zijn "hangoren" (afluisteroren) en gooit die naar binnen en ze horen Draco dreigen Fenrir Vaalhaar, een vriend van de familie Malfidus en tevens weerwolf, langs te sturen om te kijken of de medewerker het mysterieuze ding dat hij hem gaf, wel op tijd repareert.